# 골든 트루스
더 골든 트루스(The Golden Truth)는 WWE의 태그팀이다. 브리장고와 마찬가지로 골당고 vs 고저스 트루스 때 생겨난 스테이블이다. 알 트루스가 브리장고에게 맞고 있을 때 골더스트가 구해주어 다음 스맥다운에서 합쳤다. 그러나 2016년 5월에서는 판당고가 이들을 배신을 당해서 2016년 5월 ~ 6월까지는 끝내 브리장고 대립을 하다가 끝내 이기고 만다. 그리고 이때는 2016년 10월에 중에서는 raw중에서 샤이닝 스타즈대결하는 도중 마크 헨리가 타이터스 오닐을 공격을 하면서 끝내 도움으로 이기게 된다. 2017년 5월 15일 WWE Raw에서 골더스트가 트루스한테 배신을 하면서 끝내 해체되었다. 